# Tự quản

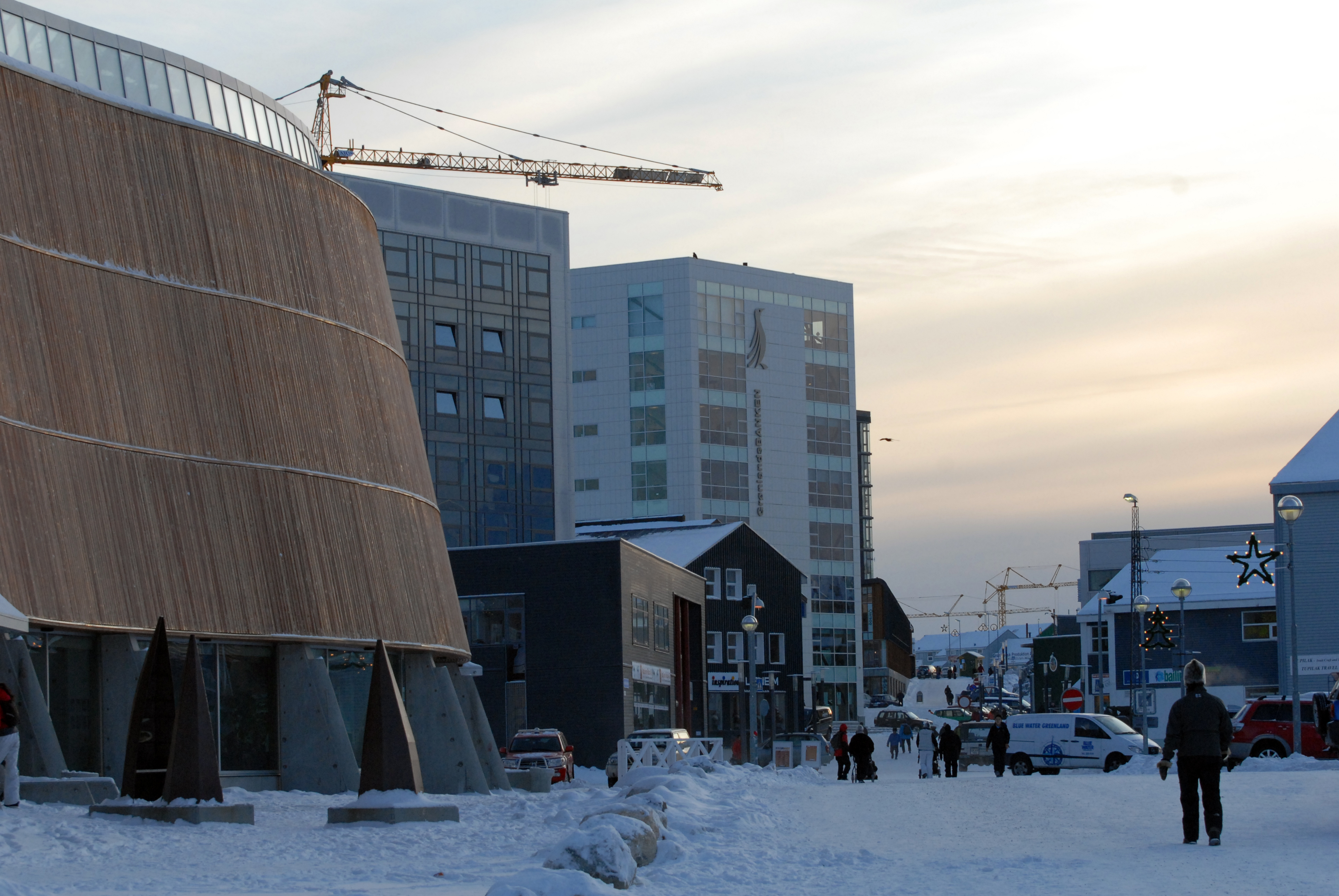
Tự quản

Tự quản, tự trị hoặc tự chủ, là một khái niệm trừu tượng đó cũng áp dụng cho nhiều quy mô tổ chức.
Nó có thể đề cập đến hành vi cá nhân hoặc các đơn vị gia đình hoặc với các hoạt động quy mô lớn hơn bao gồm nghề nghiệp, cơ sở công nghiệp, tôn giáo, đơn vị chính trị (thường được gọi là chính quyền địa phương), bao gồm các khu tự trị hoặc những vùng khác trong quốc gia được hưởng một số quyền tối cao. Nó nằm trong bối cảnh lớn hơn về quản trị và các nguyên tắc như sự đồng ý của các cơ quan có thẩm quyền và có thể liên quan đến các tổ chức phi lợi nhuận và quản trị doanh nghiệp.
Nó có thể được sử dụng để mô tả một người hoặc một người hoặc một nhóm có thể thực hiện tất cả các chức năng cần thiết của quyền lực mà không có sự can thiệp từ bất kỳ cơ quan mà họ không thể tự thay đổi. Ngoài việc miêu tả tính tự chủ cá nhân, "tự trị" cũng liên quan đến bối cảnh trong đó có sự kết thúc của chế độ thực dân, quân chủ chuyên chế hoặc chế độ quân chủ cũng như nhu cầu về quyền tự trị theo các khu vực tôn giáo, sắc tộc hoặc địa lý tự nhận mình là không có đại diện hoặc không được đại diện trong một chính phủ quốc gia. Do đó, đó là một nguyên lý cơ bản của chính phủ cộng hòa, dân chủ cũng như chủ nghĩa dân tộc. Thuật ngữ "swaraj" của Gandhi (xem "satygraha") là một nhánh của hệ tư tưởng tự trị này.
Một người đề xướng chính yếu về tự trị, khi hành động của chính phủ là vô đạo đức, là Thoreau.
Nói chung, khi thảo luận về tự quản của các quốc gia, nó được gọi là chủ quyền quốc gia, một khái niệm quan trọng trong luật pháp quốc tế.

## Ý nghĩa của tự quản trị
Bài báo này tập trung vào việc tự quản lý các ngành nghề, các ngành công nghiệp, trong đó có liên hiệp, và các đơn vị chính trị chính thức hoặc phi chính thức bao gồm các quốc gia dân tộc hoặc đạo đức không được xác định bởi các biên giới quốc gia và các tổ chức tôn giáo có các yếu tố chuyên môn và chính trị. Có nhiều ví dụ lịch sử của các tổ chức hoặc nhóm như vậy, và một số, ví dụ: Giáo hội Công giáo Rôma, Hội Tam Điểm, Liên minh Iroquois, có lịch sử đi qua hàng thế kỷ, bao gồm các cơ sở rộng lớn của tiền lệ và chia sẻ văn hóa và kiến thức.
Ý nghĩa của tự quản thường bao gồm ít nhất những điều sau đây:
- dấu hiệu đạo đức phác hoạ hành vi có thể chấp nhận được trong đơn vị hoặc nhóm, ví dụ: Lời thề Hippocrates của bác sĩ, hoặc thiết lập các quy tắc đạo đức nghề nghiệp.
- một số tiêu chí mà theo đó có thể gọi một dấu hiệu pháp lý bên ngoài hoặc cơ quan chính trị - trừ khi nhóm tự chống lại thẩm quyền đó, ví dụ như các nhóm tội phạm có tổ chức tự quản theo định nghĩa.
- một phương tiện để đảm bảo rằng cơ quan bên ngoài không tham gia trừ khi và cho đến khi các tiêu chí này được thỏa mãn, thường là một dấu hiệu im lặng liên quan đến hoạt động của người trong cuộc khi nói chuyện với người bên ngoài.
- một quá trình đăng ký và giải quyết các khiếu nại, ví dụ: lạm dụng y tế, thủ tục công đoàn, và để đạt được đóng cửa liên quan đến họ.
- quyền kỷ luật các thành viên của mình, từ phạt tiền và phê bình đến và bao gồm giết họ, ví dụ: quân đội Cộng hòa Ailen, mafia hoặc Tông, và quân đội (xem Bộ luật Thống nhất về Công lý quân sự)
- một phương tiện để lựa chọn hoặc bầu lãnh đạo, ví dụ: hệ thống bỏ phiếu, chiến tranh băng đảng, xác định các cá nhân được lựa chọn bởi Thiên Chúa (ví dụ như khám phá Đức Đạt Lai Lạt Ma).
- một phương tiện kiểm soát các bên, phe phái, xu hướng hoặc các nhóm nhỏ khác nhằm phá vỡ và hình thành các thực thể mới có thể cạnh tranh với nhóm hoặc tổ chức đã tồn tại.